# فكرة ذاتية الدحض
الفكرة ذاتية الدحض أو الفكرة ذاتية التناقض هي فكرة أو عبارة يكون باطلها نتيجةً منطقيةً من اعتبارها صائبة. العديد من الأفكار تُسمّى ذاتية التناقض من قبل مخالفيها. وبذلك تكون مثل هذه الاتهامات جدلية يردُّ فايها الطرف الآخر بأن فكرته أُسيئ فهمها أو أن الحجة المُستخدمة للاستنتاج باطلة. من المهم اعتبار أن الحجة ذاتية الدحض قد لا تكون بالضرورة باطلة، لأنه بالإمكان دعمها بالمزيد من الحجج الصائبة.